# Saadjärv
Saadjärv är en sjö i östra Estland. Den ligger i Tartu kommun i landskapet Tartumaa, nära gränsen till Jõgevamaa och 150 kilometer sydost om huvudstaden Tallinn. Saadjärv ligger 54 meter över. Arean är 7,23 kvadratkilometer och den är Estlands fjärde största sjö.
Saadjärv avvattnas av vattendraget Mudajõgi som via Amme jõgi och Emajõgi mynnar i sjön Peipus. Utmed Saadjärvs strand ligger småköpingarna Tabivere och Äksi samt byn Saadjärve. Saadjärv ligger i en sjörik trakt och åt nordöst ligger Soitsjärv, Elistvere järv, Raigastvere järv och Kaiavere järv.